# Campeonato Sul-Americano de Clubes de Voleibol Masculino de 2018
O Campeonato Sul-Americano de Clubes de Voleibol Masculino de 2018 foi a décima oitava edição do torneio organizado anualmente pela CSV. Será disputado entre os dias 27 de fevereiro e 3 de março no Ginásio Poliesportivo Tancredo Neves, localizado em Montes Claros, cidade localizada no interior do Estado de Minas Gerais, no Brasil, confirmados seis clubes representando quatros países: Brasil, Argentina, Chile e Peru
O time brasileiro Sada Cruzeiro conquistou o pentacampeonato na referida edição, igualando-se em número de títulos aos maiores campeões, Esporte Clube Banespa e Club Athletico Paulistano, especialmente a este último em número idêntico de medalhas, da história da competição ao derrotar o time argentino do Lomas Vóley que pela primeira vez chegou a final, e o central cubano Robertlandy Simón, jogador da equipe campeã, foi premiado como Jogador Mais Valioso (MVP) do campeonato.

## Formato de disputa
Na fase classificatória, as seis equipes participantes foram dispostas em dois grupos de três equipes, na qual todas as equipes se enfrentaram entre si (dentro de seus grupos) em turno único. As duas primeiras colocadas de cada grupo se classificaram para a fase semifinal, na qual se enfrentaram em cruzamento olímpico. Os times vencedores das semifinais se enfrentaram na partida final, que definiu campeão; já as equipes derrotadas nas semifinais decidiram a terceira posição. As equipes eliminadas antes da fase semifinal disputaram o quinto lugar (3ºA x 3ºB).
Para a classificação dentre dos grupos na primeira fase, o placar de 3-0 ou 3-1 garantiu três pontos para a equipe vencedora e nenhum para a equipe derrotada; já o placar de 3-2 garantiu dois pontos para a equipe vencedora e um para a perdedora.

## Participantes
| Equipe               | País      | Forma de Classificação                                        | Títulos                     |
| -------------------- | --------- | ------------------------------------------------------------- | --------------------------- |
| Montes Claros Vôlei  | Brasil    | Representante da Cidade-Sede                                  | 0 (não possui)              |
| Sada Cruzeiro        | Brasil    | Campeão da Superliga Brasileira de Voleibol Masculino 2016–17 | 4 (2012, 2014, 2016 e 2017) |
| Bolívar              | Argentina | Campeão da Liga Argentina 2016-17                             | 1 (2010)                    |
| Lomas Vóley          | Argentina | Vencedor do Quadrangular Pré-Sul-Americano da Argentina       | 0 (não possui)              |
| Club St.Thomas Morus | Chile     | Campeão da Liga Chilena 2017                                  | 0 (não possui)              |
| Club Peerless        | Peru      | Campeão da Liga Peruana 2017                                  | 0 (não possui)              |

## Primeira fase
A confirmação dos clubes participantes foi divulgada no dia 7 de fevereiro de 2018, pela CSV, estabelecendo o período de 27 de fevereiro a 3 de março para a realização do certame, e as equipes foram divididas em dois grupos:

### Grupo A
Classificação
|  |                                      |
|  | Equipes classificadas às semifinais. |
|  | Equipe que disputará o quinto lugar. |

|     |                     |     | Jogos | Jogos | Jogos | Resultados | Resultados | Resultados | Resultados | Resultados | Resultados | Sets | Sets | Sets  | Pontos | Pontos | Pontos |
| Pos | Equipe              | Pts | T     | V     | D     | 3–0        | 3–1        | 3–2        | 2–3        | 1–3        | 0–3        | V    | P    | R     | V      | P      | R      |
| --- | ------------------- | --- | ----- | ----- | ----- | ---------- | ---------- | ---------- | ---------- | ---------- | ---------- | ---- | ---- | ----- | ------ | ------ | ------ |
| 1   | Sada Cruzeiro       | 6   | 2     | 2     | 0     | 1          | 1          | 0          | 0          | 0          | 0          | 6    | 1    | 6,000 | 169    | 136    | 1.243  |
| 2   | Montes Claros Vôlei | 3   | 2     | 1     | 1     | 1          | 0          | 0          | 0          | 0          | 1          | 3    | 3    | 1,000 | 134    | 123    | 1.089  |
| 3   | Club Peerless       | 0   | 2     | 0     | 2     | 0          | 0          | 0          | 0          | 1          | 1          | 1    | 6    | 0.167 | 125    | 169    | 0.740  |

Resultados
| 27 de fevereiro de 2018 20:30 Relatório | Montes Claros Vôlei | 3 — 0             | Club Peerless | Ginásio Tancredo Neves, Montes Claros |
| 27 de fevereiro de 2018 20:30 Relatório | 25                  | Set 1 Set 2 Set 3 | 15 18         | Ginásio Tancredo Neves, Montes Claros |

| 28 de fevereiro de 2018 20:30 Relatório | Montes Claros Vôlei | 0 — 3             | Sada Cruzeiro | Ginásio Tancredo Neves, Montes Claros |
| 28 de fevereiro de 2018 20:30 Relatório | 22 15 22            | Set 1 Set 2 Set 3 | 25            | Ginásio Tancredo Neves, Montes Claros |

| 1 de março de 2018 18:30 Relatório | Sada Cruzeiro | 3 — 1                   | Club Peerless | Ginásio Tancredo Neves, Montes Claros |
| 1 de março de 2018 18:30 Relatório | 25 19 25      | Set 1 Set 2 Set 3 Set 4 | 18 25 15 19   | Ginásio Tancredo Neves, Montes Claros |

### Grupo B
Classificação
|  |                                      |
|  | Equipes classificadas às semifinais. |
|  | Equipe que disputará o quinto lugar. |

|     |                 |     | Jogos | Jogos | Jogos | Resultados | Resultados | Resultados | Resultados | Resultados | Resultados | Sets | Sets | Sets  | Pontos | Pontos | Pontos |
| Pos | Equipe          | Pts | T     | V     | D     | 3–0        | 3–1        | 3–2        | 2–3        | 1–3        | 0–3        | V    | P    | R     | V      | P      | R      |
| --- | --------------- | --- | ----- | ----- | ----- | ---------- | ---------- | ---------- | ---------- | ---------- | ---------- | ---- | ---- | ----- | ------ | ------ | ------ |
| 1   | Lomas Vóley     | 5   | 2     | 2     | 0     | 1          | 0          | 1          | 0          | 0          | 0          | 6    | 2    | 3,000 | 189    | 169    | 1.118  |
| 1   | Bolívar         | 4   | 2     | 1     | 1     | 1          | 0          | 0          | 1          | 0          | 0          | 5    | 3    | 1.667 | 182    | 177    | 1.028  |
| 3   | St.Thomas Morus | 0   | 2     | 0     | 2     | 0          | 0          | 0          | 0          | 0          | 2          | 0    | 6    | 0,000 | 126    | 151    | 0.834  |

Resultados
| 27 de fevereiro de 2018 18:30 Relatório | Bolívar | 3 — 0             | St.Thomas Morus | Ginásio Tancredo Neves, Montes Claros |
| 27 de fevereiro de 2018 18:30 Relatório | 25 26   | Set 1 Set 2 Set 3 | 23 16 24        | Ginásio Tancredo Neves, Montes Claros |

| 28 de fevereiro de 2018 18:30 Relatório | Lomas Vóley | 3 — 0             | St.Thomas Morus | Ginásio Tancredo Neves, Montes Claros |
| 28 de fevereiro de 2018 18:30 Relatório | 25          | Set 1 Set 2 Set 3 | 19 21 23        | Ginásio Tancredo Neves, Montes Claros |

| 1 de março de 2018 18:30 Relatório | Bolívar        | 2 — 3                         | Lomas Vóley    | Ginásio Tancredo Neves, Montes Claros |
| 1 de março de 2018 18:30 Relatório | 20 28 25 21 12 | Set 1 Set 2 Set 3 Set 4 Set 5 | 25 26 23 25 15 | Ginásio Tancredo Neves, Montes Claros |

## Finais
- Horários UTC-02:00

|  | Semifinais          | Semifinais         |   |                    | Final               | Final |  |
|  |                     |                    |   |                    |                     |       |  |
|  | 2 de março - 18:30  |                    |   |                    |                     |       |  |
|  | Sada Cruzeiro       | 3                  |   |                    |                     |       |  |
|  | Bolívar             | 0                  |   |                    |                     |       |  |
|  |                     |                    |   |                    |                     |       |  |
|  |                     |                    |   |                    | 3 de março – 21:30  |       |  |
|  |                     |                    |   |                    | Sada Cruzeiro       | 3     |  |
|  |                     | Lomas Vóley        | 0 |                    |                     |       |  |
|  |                     |                    |   |                    |                     |       |  |
|  |                     |                    |   |                    |                     |       |  |
|  |                     |                    |   |                    | Terceiro lugar      |       |  |
|  | 2 de março – 20:30  | 2 de março – 20:30 |   | 3 de março - 18:30 | 3 de março - 18:30  |       |  |
|  | Lomas Vóley         | 3                  |   | Bolívar            | 1                   |       |  |
|  | Montes Claros Vôlei | 1                  |   |                    | Montes Claros Vôlei | 3     |  |

Resultados
Semifinais
| 2 de março de 2018 18:30 Relatório | Sada Cruzeiro | 3 — 0             | Bolívar  | Arena Minas, Belo Horizonte |
| 2 de março de 2018 18:30 Relatório | 25 33 25      | Set 1 Set 2 Set 3 | 19 31 16 | Arena Minas, Belo Horizonte |

| 2 de março de 2018 20:30 Relatório | Lomas Vóley | 3 — 1                   | Montes Claros Vôlei | Ginásio Tancredo Neves, Montes Claros |
| 2 de março de 2018 20:30 Relatório | 25 21 25    | Set 1 Set 2 Set 3 Set 4 | 21 15 25 22         | Ginásio Tancredo Neves, Montes Claros |

Disputa pela Quinta posição
| 2 de março de 2018 18:30 Relatório | Club Peerless | 3 — 1                   | St.Thomas Morus | Ginásio Tancredo Neves, Montes Claros |
| 2 de março de 2018 18:30 Relatório | 19 25         | Set 1 Set 2 Set 3 Set 4 | 25 21 23        | Ginásio Tancredo Neves, Montes Claros |

Disputa pelo terceiro lugar
| 3 de março de 2018 18:30 Relatório | Bolívar  | 1 — 3                   | Montes Claros Vôlei | Ginásio Tancredo Neves, Montes Claros |
| 3 de março de 2018 18:30 Relatório | 28 23 15 | Set 1 Set 2 Set 3 Set 4 | 26 25 15            | Ginásio Tancredo Neves, Montes Claros |

Final
| 3 de março de 2018 21:30 Relatório | Sada Cruzeiro | 3 — 0             | Lomas Vóley | Ginásio Tancredo Neves, Montes Claros |
| 3 de março de 2018 21:30 Relatório | 25            | Set 1 Set 2 Set 3 | 19 18 20    | Ginásio Tancredo Neves, Montes Claros |

## Premiação
| Campeonato Sul-Americano de Clubes de Voleibol Masculino de 2018 |
| Brasil                                                           |
| ---------------------------------------------------------------- |
| Sada Cruzeiro Campeão (5º título)                                |

## Classificação Final
| Posição           | Equipe               | Classificação                        |
| ----------------- | -------------------- | ------------------------------------ |
| Medalha de ouro   | Sada Cruzeiro        | Campeonato Mundial de Clubes de 2018 |
| Medalha de prata  | Lomas Vóley          |                                      |
| Medalha de bronze | Montes Claros Vôlei  |                                      |
| 4                 | Bolívar              |                                      |
| 5                 | Club Peerless        |                                      |
| 6                 | Club St.Thomas Morus |                                      |

## Prêmios individuais
A seleção do campeonato será composta pelos seguintes jogadores:
- MVP (Most Valuable Player): Robertlandy Simón